# Área de Conservação da Paisagem de Rabivere

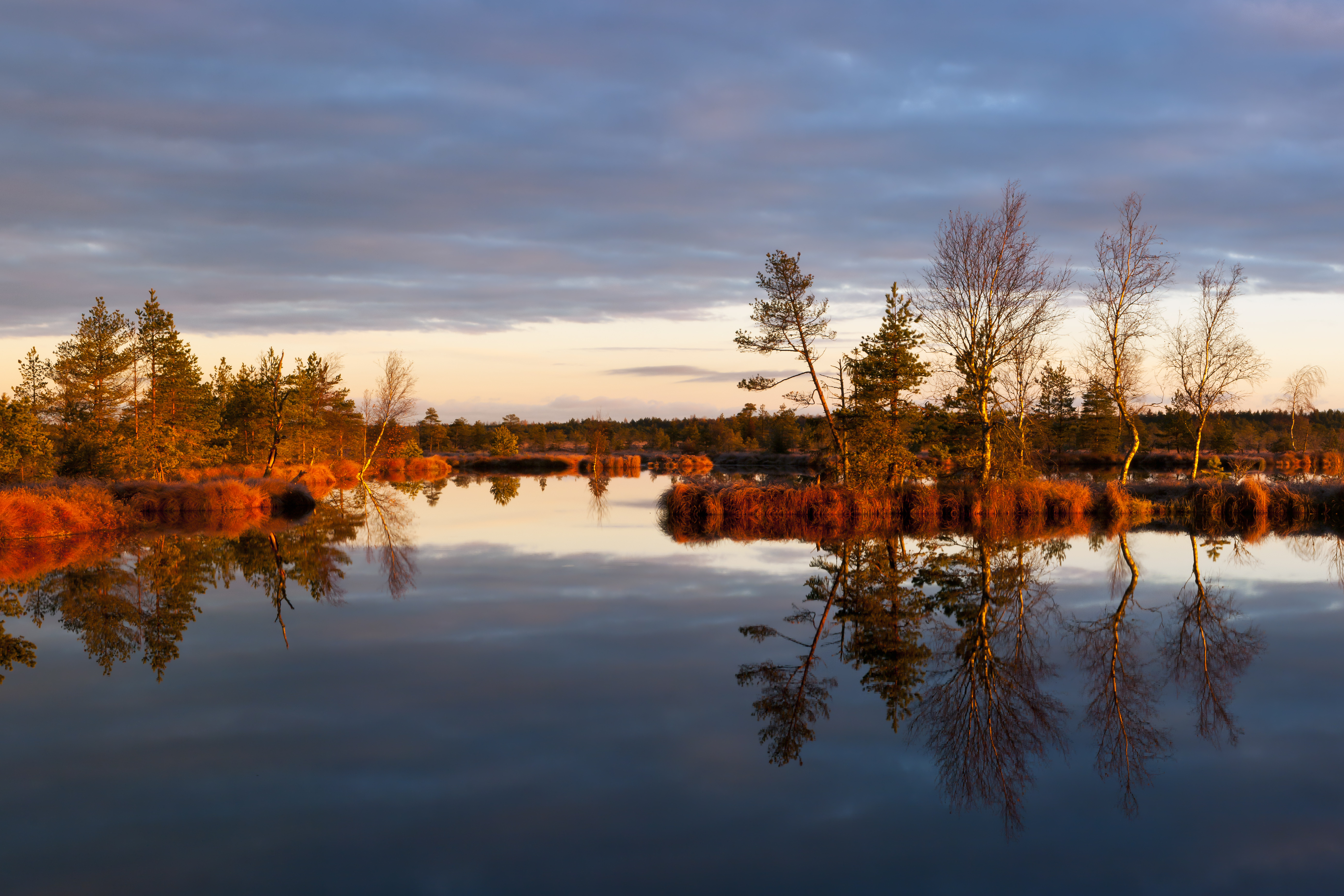
Lago Kaselaug ao amanhecer, no Parque Natural de Rabivere, Condado de Rapla, Estónia. Fotografia de Heino Ruiso, sob licença CC BY-SA 3.0

A Área de Conservação da Paisagem de Rabivere é um parque natural localizado no condado de Rapla, na Estónia.
A área do parque natural é de 2169 hectares.
A área protegida foi fundada em 1981 para proteger o paul de Rabivere. Em 2005, a área protegida foi designada como área de conservação paisagística.